# Газосигналізатор

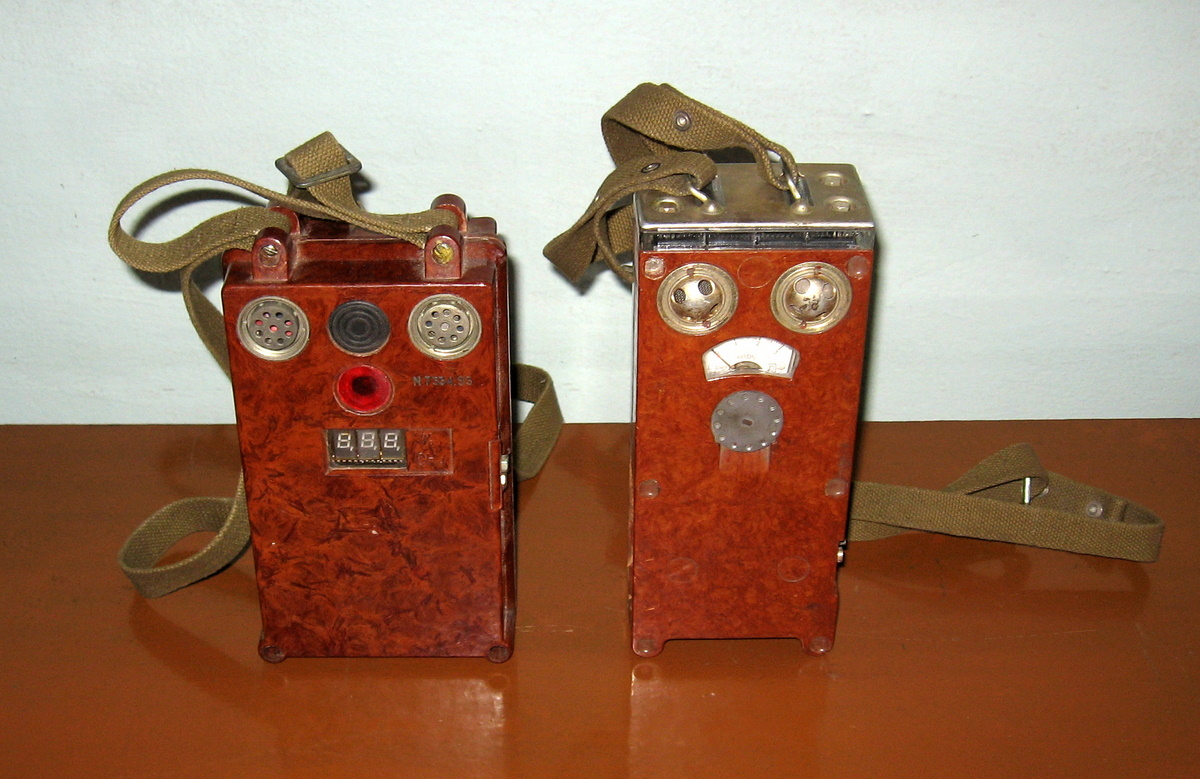
Сигналізатори метану «Сигнал»

Газосигналіза́тор (рос.газосигнализатор, англ. gas alarm, gas detector; нім. Gasanzeiger m, Gasalarmgerät n) — прилад автоматичної подачі аварійного сигналу при досягненні гранично допустимої концентрації газового компонента (метану, оксиду вуглецю тощо), що контролюється в повітрі гірничих підприємств.
Газосигналізатори бувають переносними, стаціонарними або вбудованими в гірничі машини.
В Україні поширені переносні сигналізатори метану СШ-2, СМП-1, СММ-1 для індивідуального або групового користування, що забезпечують безперервний (протягом 10 год.) контроль вмісту метану і подачу світлової та звукової сигналізації.